# Toripalimab
Toripalimab es un medicamento que se emplea en el tratamiento de algunos tipos de cáncer.  Es un anticuerpo monoclonal que actúa como inhibidor del punto de control inmunitario PD-1. Su uso fue aprobado en China en diciembre de 2018, por la Administración de Alimentos y Medicamentos de Estados Unidos (FDA) el 27 de octubre de 2023 y por la Agencia Europea del Medicamento en julio de 2024.

## Indicaciones
En combinación con cisplatino y gemcitabina esta indicado en el tratamiento de pacientes afectados por  carcinoma de cavum con metástasis, recurrente o localmente avanzado.
En combinación con cisplatino y paclitaxel está indicado en el tratamiento de pacientes adultos afectados por carcinoma de células escamosas de esófago avanzado, recurrente o metastásico.
En China está aprobado en las siguientes indicaciones: melanoma irresecable o metastásico, carcinoma nasofaríngeo recurrente o metastásico, carcinoma urotelial localmente avanzado o metastásico, carcinoma de células escamosas de esófago avanzado y cáncer de pulmón de células no pequeñas.

## Historia
La aprobación del medicamento se basó en dos estudios principales. El ensayo clínico POLARIS-02 se realizó en China, se inscribieron en el estudio 172 personas afectadas por carcinoma de cavum en fase avanzada. En el ensayo clínico JUPITER-02 que se realizó en China, Taiwán y Singapur, se inscribieron 289 personas con carcinoma de cavum recidivante o metastásico que no habían recibido previamente quimioterapia. 